# Homoródkarácsonyfalvi szelídgesztenye-liget
A Kis-Homoród völgyében fekvő Homoródkarácsonyfalva nyugati határában terül el a település különlegessége, a szelídgesztenye-liget.

## Leírása
Székelyföld hét természeti csodájának egyikét, a homoródkarácsonyfalvi szelídgesztenye-ligetet 1905-ben létesítették a millennium emlékére. A helyiek visszaemlékezése szerint Kántor Lajos tanító kezdeményezte az 50 gesztenyefából és 150 diófából álló csemeték elültetését, az eseményen a település apraja-nagyja részt vett. A szelídgesztenye-liget ma a hajdani igazgató, kántortanító nevét viseli.
A liget régebben is kikapcsolódási hely volt, a termést begyűjtését tánccal, zenével ünnepelték meg a település lakói. A kommunizmusban elhanyagolták a telep gondozását, a fák azonban megmaradtak. A helyi közbirtokosság újraalakulása után gazdára talált a liget, mára a település különleges, egyedi és felbecsülhetetlen eszmei értékkel bíró közkincse.
A két hektáron elterülő szelídgesztenyés több értékes fajnak ad otthont. A szelídgesztenyén és a közönséges dión kívül megtalálható itt az erdei fenyő, a vadalma, a fehér akác; a cserjék közül a húsos som és a fekete bodza.
Az emlősök közül többek között nyest (Martes foina), menyét (Mustela nivalis), keleti sün (Erinaceus roumanicus), a madarak közül kuvik (Athene noctua), házi rozsdafarkú (Phoenicurus ochruros), kerti rozsdafarkú (Phoenicurus phoenicurus), vörösbegy (Erithacus rubecula), erdei pinty (Fringilla coelebs), széncinke (Parus major), balkáni gerle (Streptopelia decaocto) él itt; a kétéltűek közül pedig a barna varangy (Bufo bufo), az erdei béka (Rana dalmatina) és a levelibéka (Hyla arborea).